# Квидде, Людвиг
Людвиг Квидде (нем.Ludwig Quidde) (23 марта 1858 — 4 марта 1941) — доктор философских наук, автор многих исторических трудов, лауреат Нобелевской премии мира 1927 года, которую получил «За подготовку общественного мнения Франции и Германии к мирному сотрудничеству» вместе с Фердинандом Эдуардом Бюиссоном (Франция).
Убеждённый германский пацифист, доктор философских наук, автор многих исторических трудов. В полной мере жертва внешней политики своей страны в первой половине XX века, Квидде дважды, во время Первой и в начале Второй мировой войны вынужден был становиться политическим эмигрантом и жил за границей.
Ранее он также побывал в тюрьме после того, как издал в 1894 году свой 17-страничный памфлет «Калигула: Исследование имперского безумия», в котором ставил Вильгельма II в один ряд с печально известным римским императором. Этот памфлет, высмеивающий немецкого кайзера, стоил ему трёх месяцев свободы. 
Квидде участвовал во всех конференциях пацифистского движения, в том числе в антивоенной конференции 1915 года, координировал работу миролюбивых сил. Интересна его точка зрения на разоружение — считая его полезным, Квидде всё же отводил ему второстепенную роль в достижении мира между государствами, так как, по его мнению, важнее было устранить причины войн, а оружие в случае конфликта быстро будет изготовлено враждующими сторонами, либо в качестве него используют предметы двойного назначения.
Альтернативой ему виделось регулирование отношений государств при помощи международного права, которое должно было избавить мир от бед войны. Квидде получил Нобелевскую премию между двумя мировыми войнами за продвижение дела мира и умер в изгнании в 1941 году, когда Вторая Мировая война уже была развязана и набирала ход.
Занимался политикой, был одним из лидеров баварских левых либералов, являясь последовательно членом Немецкой народной партии, созданной на её базе Прогрессивной народной партии и её преемника Немецкой демократической партии.